# City of London Investment Trust
City of London Investment Trust plc ist eine britische Investmentgesellschaft mit Sitz in London. 60 % der Investitionen bestehen aus großen Gesellschaften, die eine Marktkapitalisierung von mindestens 5 Mrd. £ zum Zeitpunkt des Erwerbs haben sollten. Die anderen 40 % bestehen aus kleinen und mittelgroßen Unternehmen. Nicht mehr als 20 % der Gesellschaften dürfen an Börsen außerhalb des Vereinigten Königreichs notiert sein.  Das Portfolio besteht hauptsächlich aus Firmen, die an der Londoner Börse gelistet sind, mit einem Schwerpunkt auf große, internationale Gesellschaften. Im März 2025 bestanden ca. 90 % des Portfolios aus britischen Gesellschaften. Ca. 30 % der Firmen waren Finanzwerte, ca. 20 % waren Konsumgütergesellschaften. Eigentümerin ist die britische Investmentgesellschaft Janus Henderson. 
Das Unternehmen ist an der Londoner Börse gelistet und Teil des FTSE 250 Index.
Im April 2025 beliefen sich die verwalteten Mittel auf insgesamt 2,23 Mrd. Pfund.
Die Fondsmanager des Trusts sind Job Curtis und Dan Smith.